# Nine Network
Nine Network (thường được gọi là Channel Nine hoặc Nine ) là một  mạng truyền hình thương mại free-to-air lớn tại Úc, là một bộ phận của Nine Entertainment Co. có trụ sở tại Willoughby, một vùng ngoại ô nằm trên North Shore của Sydney, Úc. Nine Network là một trong ba mạng lưới thương mại miễn phí chính ở Úc.
Nine là một trong hai mạng truyền hình có xếp hạng cao nhất tại Úc, cùng với Seven Network và phía trước Network 10, ABC và SBS. Trước đây Nine là mạng truyền hình có xếp hạng cao nhất kể từ khi thành lập vào năm 1956 và duy trì cho đến năm 2006, mặc dù Network 10 (thời điểm trước 2018 là Network Ten) đã thống trị vào năm 1985 và một số năm trong thập niên 1970. Nine Network đã bị vượt qua trong xếp hạng năm 2007 bởi đối thủ của nó, Seven Network, vốn đã thống trị từ cuối những năm 1980 đến giữa những năm 1990. Khẩu hiệu "Still the One" của Nine đã thay thế bởi "We Are the One" từ năm 2017
Sau một vài năm suy giảm nhẹ, với một khoảng thời gian bị cản trở bởi các vụ cướp hàng loạt, hủy bỏ một số chương trình và cắt giảm ngân sách, Nine dần một giai đoạn ổn định.  Ngoại trừ các đêm thứ Sáu, Nine gần đây đã thống trị hàng tuần, về xếp hạng.  Tương tự như bản thân mạng lưới, trong một số khía cạnh, sau nhiều năm giảm nhẹ về xếp hạng, chương trình tin tức của Nine, National Nine News, đã trở lại là chương trình tin tức được theo dõi nhiều nhất ở các khu vực đô thị.  Năm 2016, Nine có số lượng khán giả lớn nhất theo hệ thống xếp hạng của ozTAM, chiếm 20,7%. Con số này cao hơn hai mạng chính khác, SBS và ABC.